# Sims Chapel
Sims Chapel – jednostka osadnicza w Stanach Zjednoczonych, w stanie Alabama, w hrabstwie Washington.